# Heinz de Lange
Heinz de Lange (* 13. April 1937; † 7. Juli 2016) war ein deutscher Fußballspieler. Er spielte auf der Position eines Verteidigers.

## Laufbahn
De Lange bestritt von 1955 bis 1963 145 Spiele für Borussia Mönchengladbach in der Oberliga West, in denen er ohne Torerfolg blieb. Nach Einführung der Bundesliga 1963 mussten die Gladbacher zunächst in der zweitklassigen Regionalliga West antreten, wo de Lange sechsmal zum Einsatz kam. In der darauf folgenden Saison, an deren Ende der Aufstieg in die Bundesliga gelang, gehörte er zum Kader, wurde jedoch nicht eingesetzt. Nachdem er auch in der folgenden Bundesliga-Saison nicht mehr zum Einsatz gekommen war, wechselte er zur Saison 1966/67 zum VfR Neuss in die Regionalliga West.
Der Verteidiger debütierte am 4. März 1956 in der Oberliga West. Gladbach verlor das Spiel bei Rot-Weiss Essen mit 2:5 Toren. In der Abstiegssaison 1956/57 kam er zu drei Oberligaeinsätzen. Als die Borussen mit der Vizemeisterschaft 1957/58 in der 2. Liga die sofortige Rückkehr in die Oberliga glückte, hatte de Lange in 15 Spielen mitgewirkt. In den nächsten fünf Runden gehörte der Defensivspieler immer der Stammformation der Bökelberg-Elf an. In den drei Runden 1958/59, 1960/61 und 1962/63 fehlte er in keinem Rundenspiel; im Weltmeisterschaftsjahr 1962 lediglich in einem Oberligaspiel. Die beste Saison erlebte de Lange 1960/61 mit dem sechsten Rang in der Oberliga und dem Erfolg im DFB-Pokal 1959/60 in der Hinrunde 1960/61. Am 6. August 1960 setzte sich Borussia Mönchengladbach mit einem 4:3-Erfolg im Halbfinale des Westdeutschen Pokal gegen Borussia Dortmund durch. Der linke Verteidiger bekämpfte dabei den Dortmunder Rechtsaußen Gerhard Cyliax. Er bildete mit Lambert Pfeiffer das Verteidigerpaar. Als Mönchengladbach am 24. August das Westdeutsche Finale mit einem 3:1-Sieg gegen den 1. FC Köln gewann, war sein Zweikampfpartner der Kölner Flügelstürmer Karl-Heinz Thielen. Im Halbfinale des DFB-Pokal, am 7. September, beim amtierenden Deutschen Meister des Jahres 1960, dem Hamburger SV, hielt er beim 2:0-Erfolg deren Rechtsaußen Klaus Neisner in Schach. Am 5. Oktober 1960 bildeten wie gewohnt Pfeiffer und de Lange das Gladbacher Verteidigerpaar im Finalspiel des DFB-Pokals gegen den Karlsruher SC. Die Elf vom Niederrhein gewann das Endspiel mit 3:2 Toren und war damit für den erstmals ausgetragenen Europapokal der Pokalsieger qualifiziert. Im Pokalfinale bekämpfte de Lange erfolgreich den KSC-Flügelstürmer Willy Reitgaßl. Heinz de Lange kam in den beiden Spielen im November 1960 gegen den späteren Finalisten Glasgow Rangers (0:3, 0:8) zum Einsatz.
Am letzten Spieltag der alten erstklassigen Oberliga West, den 11. Mai 1963, war der Verteidiger ebenfalls aktiv. Gladbach trennte sich von Westfalia Herne im Stadion am Schloss Strünkede mit einem 4:4-Remis. Die Mitspieler in der Defensive waren Manfred Orzessek im Tor und Albert Jansen, Gerd Schommen, Walter Wimmer und Heinz Lowin.

## Erfolge
- 1 × DFB-Pokalsieger: 1960